# アウグスト・サルミエント
アウグスト・サルミエント（Augusto Sarmiento、1993年4月30日 - ）は、スーペル・ラグビー・アメリカス、セルクナムに所属するラグビーユニオン選手。

## プロフィール
- チリ出身[1]。
- ポジションはロック(LO)。
- 身長 194cm、体重 113kg
- U20チリ代表に選ばれたことがある[2]。
- チリ代表キャップは15（2025年2月現在）でラグビーワールドカップ2023のチリ代表に選ばれた[3]。

## 略歴
2024年、セルクナムに加入。